# Kevin McNally
Kevin Robert McNally (ur. 27 kwietnia 1956 w Bristolu) – brytyjski aktor filmowy, telewizyjny i teatralny. Wystąpił w roli Joshamee Gibbsa w serii Piraci z Karaibów.

## Życiorys
Urodził się w Bristolu jako syn Margaret (z domu Sperring) i Roberta McNally. Wczesne lata życia spędził w Birmingham uczęszczając do Redhill Junior School przy Redhill Road w Hay Mills i Mapledene Junior School (obecnie Mapledene Primary School) przy Mapledene Road w Sheldon. Naukę kontynuował w Central Grammar School for Boys na Gressel Lane w Tile Cross.
W wieku szesnastu lat zadebiutował na scenie w Birmingham Repertory Theatre. W 1973 studiował na stypendium w Royal Academy of Dramatic Art. W 1975 zdobył złoty medal dla najlepszego aktora Bancroft.
Pracę w filmie rozpoczął od niewielkiej roli na małym ekranie w brytyjskim 16-odcinkowym serialu Poldark (1975) jako Drake. Później zagrał Castora w dramatycznym miniserialu kostiumowym BBC Ja, Klaudiusz (1976).
W latach 1998–1999 występował jako Grotti w przedstawieniu Naked z Juliette Binoche w londyńskim Almeida Theatre. W 2008, za rolę Lebiediewa w adaptacji Toma Stopparda sztuki Antona Czechowa Iwanow z Kennethem Branaghem i Tomem Hiddlestonem na West End, był nominowany do Laurence Olivier Award dla najlepszego aktora drugoplanowego. W 2009 zadebiutował na Broadwayu jako Klaudiusz w Hamlecie u boku Jude’a Lawa w roli tytułowej.

## Życie prywatne
W 2011 ożenił się z aktorką Phyllis Logan, z którą ma syna – Davida (ur. 1996).

## Filmografia

### Aktor
- 1975 Poldark jako Drake
- 1975-1977 Survivors jako Jeff Kane (gościnnie)
- 1962-1978 Z Cars jako Jeff (1977) (gościnnie)
- 1976 Ja, Klaudiusz (I, Claudius) jako Castor
- 1976 Duchess of Duke Street, The jako Tom Prince (gościnnie)
- 1977 Szpieg, który mnie kochał (Spy Who Loved Me) jako HMS Ranger
- 1977 Poldark II jako Drake Carne
- 1978 Devil's Crown, The jako Henry
- 1980 Długi Wielki Piątek (Long Good Friday) jako młody Irlandczyk
- 1981 Masada jako Norbanus
- 1982 We'll Meet Again jako starszy Szeregowy John Wyatt (gościnnie)
- 1982 Praying Mantis jako Bernard
- 1983 Enigma
- 1984 Doktor Who (Doctor Who) jako Hugo Lang (gościnnie, 4 odcinki The Twin Dilemma)
- 1984 Diana jako John Leigh
- 1984-1998 Alas Smith And Jones (gościnnie)
- 1985 Berlińska miłość (Berlin affair) jako Heinz von Hollendorf
- 1986 Na sygnale (Casualty) jako Tom Bennod (gościnnie)
- 1986 Nie całkiem w raju (Not Quite Paradise) jako Pete
- 1987-1993 Nasz człowiek w parlamencie (New Statesman) jako pułkownik Gromyko (gościnnie)
- 1987 Krzyk wolności (Cry Freedom) jako Ken
- 1988 Contract, The jako Johnny Donoghue
- 1989 Dream Baby jako Slick
- 1989 Akt woli (Act of Will) jako Vincent
- 1990 Jekyll i Hyde (Jekyll & Hyde) jako sierżant Hornby
- 1991-1995 Bottom jako asystent Sex Shopu (gościnnie)
- 1991-1999 Murder Most Horrid jako inspektor Turner (gościnnie)
- 1992 Common Pursuit jako Stuart Thorn
- 1992-1993 Kroniki młodego Indiany Jonesa (Young Indiana Jones Chronicles) jako Walter Harris (gościnnie)
- 1992 Stalin jako Kirov
- 1993 Full Stretch jako Baz Levick
- 1994 Abraham jako Nahor
- 1994 All Things Bright and Beautiful jako Tommy O’Neill
- 1995 Smiths, The jako Clive Smith
- 1995 Pullman paradise jako Tom Donahue
- 1995 Chiller jako Jack Taylor
- 1996 The Precious Blood jako Billy McVea
- 1996 Frontiers jako Supt Kirsten
- 1997 Morderstwa w Midsomer (Midsomer Murders) jako Orville Trudway (gościnnie)
- 1998 Przypadkowa dziewczyna (Sliding Doors) jako Paul
- 1998 1900: Człowiek legenda (Leggenda del pianista sull’oceano)
- 1999 Osaczeni (Entrapment) jako Haas
- 2000 Kiedy niebo runie (When the Sky Falls) jako Tom Hamilton
- 2001 Crust jako Bill
- 2001 Ostateczne rozwiązanie (Conspiracy) jako Martin Luther
- 2001 High Heels and Low Lifes jako Mason
- 2001 Bedtime jako Simon (2002)
- 2002 Spooks jako Robert Osborne (gościnnie)
- 2002 Shackleton jako Frank Worsley, kapitan
- 2003 Piraci z Karaibów: Klątwa Czarnej Perły (Pirates of the Caribbean: The Curse of the Black Pearl) jako Joshamee Gibbs
- 2003 Johnny English jako minister
- 2004 De-Lovely jako Gerald Murphy
- 2004 Dead Fish jako Frank Rosenheim
- 2004 Upiór w operze (Phantom of the Opera) jako Buquet
- 2005 Bloodlines jako James Hopkin
- 2006 Irlandzki numer (Irish Jam) jako lord Hailstock
- 2006 Scoop – Gorący temat (Scoop) jako Mike Tinsley
- 2006 Piraci z Karaibów: Skrzynia umarlaka (Pirates of the Caribbean: Dead Man’s Chest) jako Joshamee Gibbs
- 2007 Piraci z Karaibów: Na krańcu świata (Pirates of the Caribbean: At World’s End) jako Joshamee Gibbs
- 2007 Życie na Marsie
- 2008 Walkiria (Valkyrie) jako Carl F. Goerdeler
- 2008 Tuesday jako Jerry
- 2011: Piraci z Karaibów: Na nieznanych wodach (Pirates of the Caribbean: On Stranger Tides) jako Joshamee Gibbs
- 2011–2012 Nie z tego świata jako Frank Devereaux (4 odcinki)
- 2017 Piraci z Karaibów: Zemsta Salazara (Pirates of the Caribbean: Dead Men Tell No Tales) jako Joshamee Gibbs[5]

### Scenariusz
- 1979-1994 Minder
- 2000 Lock, Stock...